# Dark Places
Pour plus de détails, voir Fiche technique et Distribution.
Dark Places ou Les Lieux sombres au Québec est un film policier américano-français écrit et réalisé par Gilles Paquet-Brenner et sorti en 2015. Il s'agit de l'adaptation du roman du même nom de Gillian Flynn.

## Synopsis
Libby Day a survécu à l'assassinat de sa famille quand elle avait huit ans, en 1985. Seul témoin, elle a accusé son frère, Ben, alors âgé de 16 ans, par ailleurs soupçonné de pratiques satanistes et d'attouchements sur des fillettes. Trente ans plus tard, Libby est une femme marginale, désœuvrée et ruinée. C'est alors qu'un groupe de passionnés de faits divers et d'énigmes, le Kill Club, découvre de nouveaux éléments qui remettent en doute les conclusions du procès. Malgré la répugnance de Libby, Lyle, le trésorier du club, la persuade de travailler avec lui pour élucider l'affaire. Libby doit rendre visite à son frère en prison, alors qu'elle refuse de le voir depuis trente ans, se remémorer des souvenirs soigneusement enfouis, reprendre contact avec son père alcoolique, et retrouver les amis de son frère, dont sa petite amie Diondra, qui était enceinte de lui.

## Fiche technique
- Titre original et français : Dark Places
- Titre québécois : Les Lieux sombres
- Réalisation : Gilles Paquet-Brenner
- Scénario : Gilles Paquet-Brenner, d'après Les Lieux sombres (Dark Places) de Gillian Flynn
- Musique : BT et Gregory Tripi
- Direction artistique : Daniel Turk
- Décors : Linda Lee Sutton
- Costumes : April Napier
- Photographie : Barry Ackroyd
- Montage : Douglas Crise
- Production : Azim Bolkiah, Stéphane Marsil, Matthew Rhodes, Cathy Schulman et Charlize Theron
- Sociétés de production : Daryl Prince Productions, Exclusive Media Group, Hugo Films, Mandalay Entertainment et Cuatro Plus Films
- Sociétés de distribution : Mars Distribution (France), A24 (États-Unis)
- Pays de production :  États-Unis,  France
- Budget : 20 000 000 $
- Langue originale : anglais
- Format : couleur, noir et blanc - 2,35:1 – son Dolby Digital Datasat
- Genre : thriller, policier
- Durée : 113 minutes
- Dates de sortie :
  - France : 8 avril 2015
  - États-Unis : 18 juin 2015 sur internet, 7 août 2015
- Sortie DVD[Où ?] : 19 août 2015
- Classification :
  - Public : interdit aux moins de 12 ans[Où ?]

## Distribution

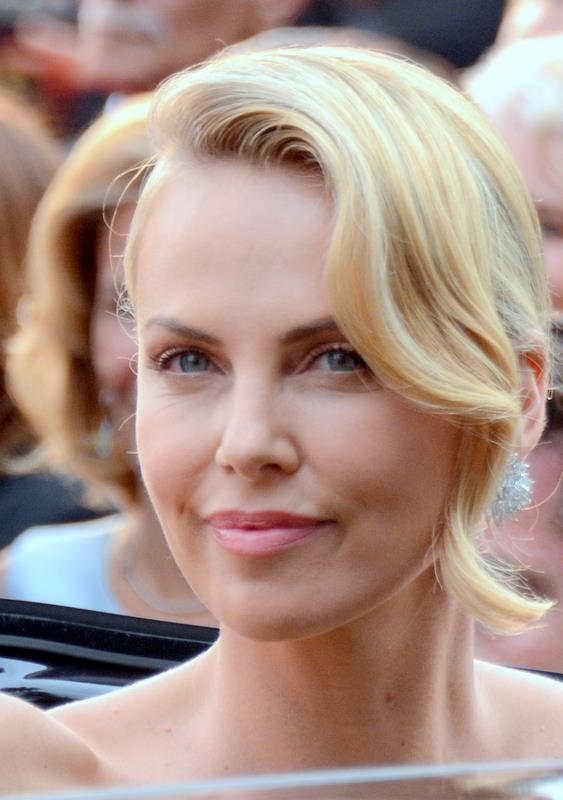
L'actrice principale Charlize Theron au festival de Cannes 2015

- Charlize Theron (VF : Barbara Kelsch) : Libby Day
- Nicholas Hoult (VF : Emmanuel Garijo) : Lyle
- Christina Hendricks (VF : Christine Bellier) : Patty Day
- Chloë Grace Moretz (VF : Camille Donda) : Diondra Wertzner, jeune
- Miko Hughes : Harry Trucco
- Tye Sheridan (VF : Gabriel Bismuth-Bienaimé) : Benjamin Day, jeune
- Corey Stoll (VF : Jérôme Pauwels) : Benjamin Day, adulte
- Drea de Matteo (VF : Emmanuelle Rivière) : Krissi Cates, adulte
- Andrea Roth (VF : Marjorie Frantz) : Diondra Wertzner, adulte
- Sean Bridgers : Runner Day
- Addy Miller : Krissi Cates, jeune
- Glenn Morshower (VF : Philippe Dumond) : Jim Jeffreys
- Richard Gunn (en) : Lou Cates
- Dan Hewitt Owens (en) : Robert
- Lori Z. Cordova (VF : Ethel Houbiers) : Magda
- Denise Williamson : Crystal
- Sterling Jerins (en) (VF : Cassidy Hanson-Smith) : Libby Day, jeune
- Laura Cayouette : la mère de Krissi Cate

 Source et légende : version française (VF) sur RS Doublage

## Musique
La musique de Dark Places est composée par BT et Gregory Tripi. L'album est publié par Milan Records. David Kristian, Belong, Jag Panzer et The Georgia Satellites font aussi partie des artistes présents.
Liste des titres